# Rikkeisoft
Rikkeisoft (Công ty Cổ phần Rikkeisoft) là công ty công nghệ thông tin tại Việt Nam được thành lập vào năm 2012 với lĩnh vực kinh doanh chính là cung cấp các dịch vụ và giải pháp công nghệ thông tin. Hiện tại, Rikkeisoft có 05 văn phòng làm việc tại Việt Nam và Nhật Bản; cùng 02 công ty thành viên là Rikkei.AI, Rikkei Robotics.
Ngày 26 tháng 10 năm 2020, Rikkeisoft đã chính thức chuyển đổi mô hình hoạt động thành Công ty Cổ phần.

## Lịch sử
Ngày 6 tháng 4 năm 2012, Công ty TNHH Rikkeisoft chính thức được thành lập tại Hà Nội trong chính căn hộ của Chủ tịch Tạ Sơn Tùng. Các thành viên sáng lập bao gồm Tạ Sơn Tùng, Phan Thế Dũng, Bùi Quang Huy, Đào Thành Chung, Đặng Thái Hòa và Nguyễn Quang Kỷ. Tên Rikkeisoft được lấy ý tưởng từ hai trường đại học danh giá Ritsumeikan và Keio, đây cũng là nơi mà những người đồng sáng lập công ty theo học khi còn ở Nhật Bản.
Năm 2013, công ty đạt 49 nhân sự và chuyển văn phòng mới tới tòa nhà Simco, Hà Nội.
Năm 2014, Rikkeisoft nằm trong Top 30 Doanh nghiệp công nghệ thông tin hàng đầu Việt Nam do VINASA công bố. Trong năm này, công ty cũng tăng vốn điều lệ lên 25 triệu Yên Nhật (JPY).
Năm 2015, công ty đạt hai chứng nhận ISO 9001:2008 và ISO/IEC 27001:2013.
Năm 2016, thành lập công ty pháp nhân tại Nhật Bản - Rikkei Japan Inc.; đặt trụ sở tại Tokyo; khai trương chi nhánh Rikkeisoft tại Đà Nẵng.
Năm 2017, Rikkeisoft được vinh danh trong Top 50 Doanh nghiệp công nghệ thông tin Việt Nam, cùng các doanh nghiệp khác đóng góp khoảng 1 tỷ USD cho nền kinh tế Việt Nam.
Năm 2018, công ty đạt cột mốc 500 nhân sự sau 6 năm thành lập.
Năm 2019, công ty khai trương thêm chi nhánh tại Thành phố Hồ Chí Minh; thành lập thêm các công ty thành viên Rikkei.AI và Rikkei Robotics. Đây cũng là năm Rikkeisoft đạt được cột mốc 1000 nhân sự.
Năm 2020, công ty khai trương chi nhánh thứ hai của Rikkei Japan tại Ōsaka, Nhật Bản. Đây cũng là năm Rikkeisoft chuyển đổi mô hình hoạt động thành Công ty Cổ phần. Tháng 11 năm 2020, Rikkeisoft chính thức ký kết hợp tác chiến lược với Oraichain - nền tảng AI Data Oracle Blockchain đầu tiên trên thế giới.
Năm 2022, công ty thành lập học viện Rikkei Academy mang trong mình sứ mệnh cao cả – sứ mệnh “Để nông dân biết code”. Đây là kim chỉ nam để Rikkei Academy theo đuổi trọn đời, là trung tâm đào tạo đội ngũ lập trình viên uy tín nhằm cung cấp lực lượng lao động chất lượng cao cho ngành IT trong và ngoài khu vực.

## Sản phẩm & Dịch vụ
- Phát triển hệ thống quy trình vận hành doanh nghiệp
- Phát triển hệ thống Web/Cloud
- Phát triển công nghệ trí tuệ nhân tạo
- Phát triển ứng dụng và games cho thiết bị di động
- Phát triển hệ thống nhúng và Internet vạn vật (IoT)
- Dịch vụ đảm bảo chất lượng và kiểm thử phần mềm
- Dịch vụ Data Processing Services (DPS)
- Dịch vụ thiết kế cơ khí CAD.

## Giải thưởng
- Forbes 30 Under 30, Chủ tịch Tạ Sơn Tùng (2015)[15]; Đồng sáng lập, Giám đốc Rikkei Japan Bùi Quang Huy (2018)[16]
- Danh hiệu Sao Khuê cho lĩnh vực Dịch vụ gia công xuất khẩu phần mềm (2015-2019)[17][18][19][20][21]
- Top 50 Doanh nghiệp CNTT hàng đầu Việt Nam (2016-2019)[22][23]
- "TOP 100 Best Venture 2019", Rikkei Japan là doanh nghiệp Việt Nam duy nhất có tên trong danh sách này của Nhật Bản (2020)[24][25]
- Top 10 Doanh nghiệp CNTT Việt Nam 2020 cho 2 hạng mục "Doanh nghiệp Xuất khẩu phần mềm" và "Doanh nghiệp A-IoT" (2020).[26]
- Giải thưởng Sao Khuê 2021 thuộc lĩnh vực Các giải pháp công nghệ mới cho Giải pháp Định danh điện tử Rikkei - Rikkei eKYC của Công ty TNHH Rikkei.AI[27][28][29][30][31]

## Trách nhiệm xã hội
- "Hành trình sưởi ấm mùa đông 2019", Rikkeisoft tài trợ xây dựng trường học cho trẻ em tại xã Sá Tổng, huyện Mường Chà, tỉnh Điện Biên.[32]
- "Rikkeisoft hướng về miền Trung thân yêu", công ty ủng hộ đồng bào miền Trung chịu ảnh hưởng từ bão lũ.[33]
- "Hành trình ước mơ 2020", Rikkeisoft trao quà cho trẻ em ở tỉnh Điện Biên và Hà Giang.[34]